# Acepsimas, Josef a Aeithalas
Svatí Acepsimas, Josef a Aeithalas byli mučedníci. Acepsimas byl biskupem ve městě Hnaita. Za pronásledování křesťanů perským velkokrálem Šápúrem II. byl spolu s knězem Josefem a jáhnem Aeithalasem mučen a asi roku 376 byl zabit.
Jejich svátek se v katolické církví slaví 22. dubna a v pravoslavné 3. listopadu.